# Mantoida brunneriana
Mantoida brunneriana es una especie de mantis de la familia Mantoididae.

## Distribución geográfica
Se encuentra en Bolivia, Brasil, Guayana Francesa,  Paraguay y Venezuela.